# Arctia gravesi
Arctia gravesi är en fjärilsart som beskrevs av Baynes 1953. Arctia gravesi ingår i släktet Arctia och familjen björnspinnare. Inga underarter finns listade i Catalogue of Life.